# Nordischer Porling
Der Nordische Porling oder Nördliche Schwammporling (Climacocystis borealis, syn. Spongipellis borealis) ist ein Baumpilz aus der monotypischen Gattung Climacocystis. Er ist als Parasit Erreger einer simultanen Weißfäule in Nadelbäumen. Die kurzlebigen Fruchtkörper sind im Herbst an absterbenden und toten Baumstämmen von Fichten und Tannen, seltener an Laubbäumen zu finden.

## Merkmale

### Makroskopische Merkmale
Die 5–15 cm breiten, einjährigen Fruchtkörper sind gelblich-weiß, 1–2 cm dick und haben im ausgewachsenen Zustand eine scharfe Kante. Oft haben sie eine stielartige Verlängerung. Die Oberseite ist raufilzig bis zottig, an der Unterseite befinden sich die sporenbildende Fruchtschicht mit 1–2 mm breiten Poren, die teilweise ungleiche Wände besitzen. Im frischen Zustand ist der Fruchtkörper saftig und besitzt eine elastische-zähe Konsistenz. Das Fleisch ist weiß-gelblich und radialfaserig. Trocken erkennt man eine zweischichtige Trama (Duplex-Trama) mit einer unteren glasigen-knorpeligen Schicht und einer dünneren oberen Schicht, die weißgelblich schwammig erscheint.:40

### Mikroskopische Merkmale
Die breit elliptischen Sporen werden 4–6,5 × 3–5 µm groß und sind hyalin und inamyloid. Die Zystiden sind spindelförmig und dickwandig. Die Hyphen besitzen Schnallen und sind rein generativ, man nennt dies eine monomitische Trama.:40

## Ökologie und Verbreitung

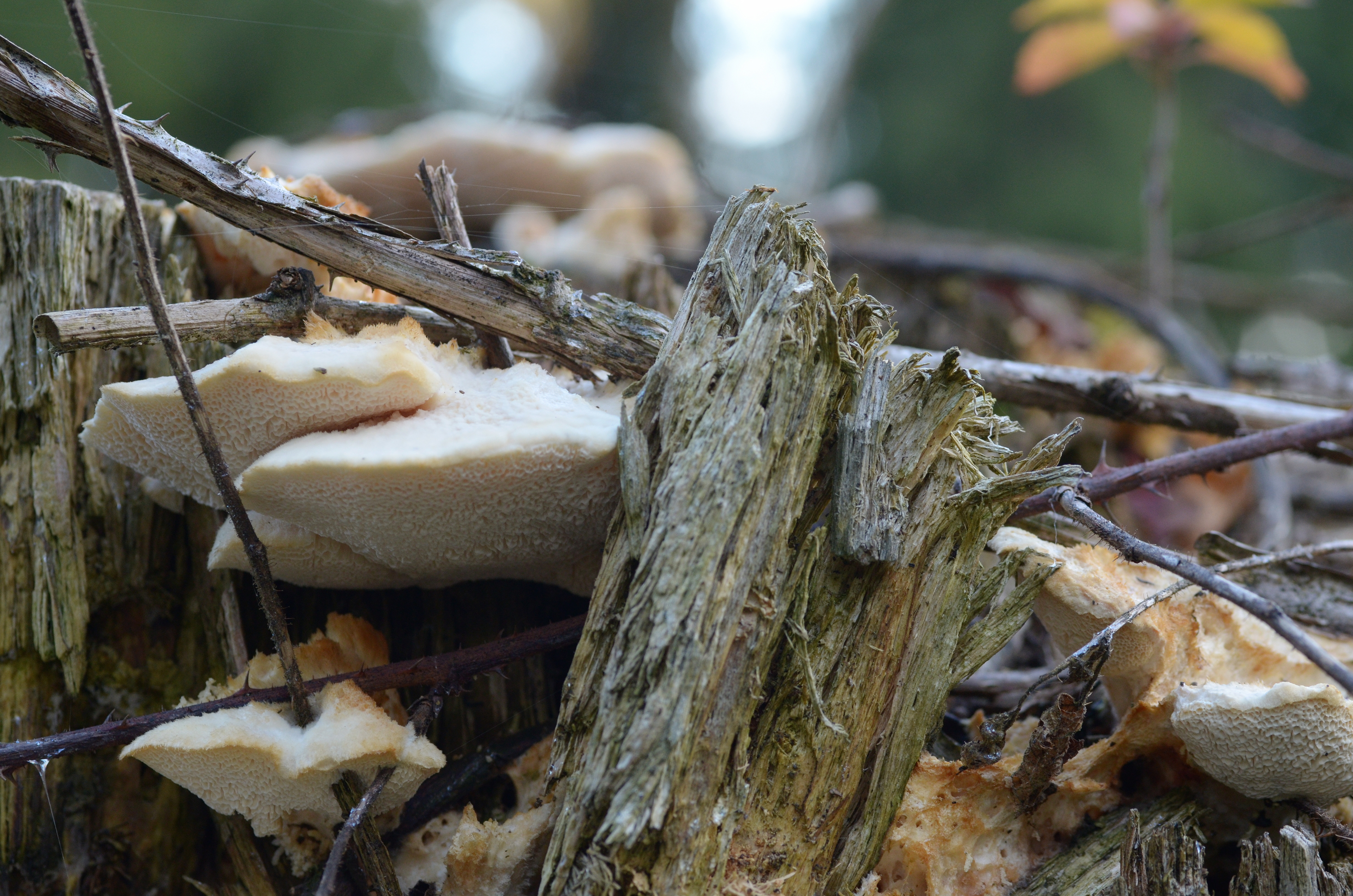
Fruchtkörper, auf der Oberseite angefressen und links mit umwachsenem Brombeertrieb

Der Nordische Porling wächst saprophytisch vor allem an Fichten und auch an Tannen, an toten Bäumen wie an Stubben. Seltenere Wirte sind Rot-Buche (Fagus sylvatica) und Eichen (Quercus sp.). Beobachtungen aus Nordamerika berichten von befallenen Ahornen (Acer sp.) und Pappeln (Populus sp.). Der Pilz ruft eine Weißfäule hervor, indem er das Lignin im Holz abbaut:40.
Die Art hat eine holarktische Verbreitung, vereinzelt kommt sie auch im südwestlichen Australien und in Venezuela vor. In Mitteleuropa kommt er in den Alpen und in den Mittelgebirgen ortshäufig vor. In Norddeutschland und Dänemark ist er sehr selten.:40 Auf Windbruchflächen kommt er oft massiv vor.